# Neoblattella sucina
Neoblattella sucina är en kackerlacksart som beskrevs av Rehn, J. A. G. 1932. Neoblattella sucina ingår i släktet Neoblattella och familjen småkackerlackor. Inga underarter finns listade i Catalogue of Life.